# Holenberg
Holenberg är en kommun och ort i Landkreis Holzminden i förbundslandet Niedersachsen i Tyskland.
Kommunen ingår i kommunalförbundet Samtgemeinde Bevern tillsammans med ytterligare tre kommuner.